# 限狗令
限狗令或稱為犬類管理條例是指中華人民共和國一些地方政府官方規管寵物犬飼主行為的規例。

## 中華人民共和國
中華人民共和國沒有就飼養寵物犬進行全國性立法，而是由地方政府制訂規例。多個城市都有制訂不同的規定。

### 北京市
2003年，北京市制訂了《北京市養犬管理規定》。2019年12月，北京市通州區規定身高超過35厘米的大型犬隻的飼主須於3天內處理犬隻，逾期將被沒收犬隻。不少飼主攜帶犬隻到寵物醫院進行安樂死，一些無法負擔安樂死費用的飼主更自行焗死寵物犬。

當地警方表示不時接到投訴反映有人違規飼養大型犬，並出現遛狗不拴犬繩、隨處便溺等不文明行為，才按照2006年通州區實施的《北京市養犬管理規定》發出《文明養犬告知書》。警方強調《文明養犬告知書》中所規定的3天時間是用於將犬從重點管理區遷移到非重點區域安置，並不是要求狗主為狗隻實施「安樂死」。

### 杭州市
2004年，杭州市制訂了《杭州市限制養犬規定》。規定只容許飼主於晚上19時至早上7時帶小型犬隻出門，攜帶大型犬隻出門可被罰款200至1000元人民幣。2018年，網上流傳多段城管以棍棒和鐵鏟打狗、將流浪狗淹死的影片，引來中國網民的批評。杭州市某區發佈聲明呼籲群眾不要相信謠言，並向公安舉報惡意傳播謠言的行為。

### 天津市
2005年，天津市制訂了《天津市養犬管理規定》。2018年，天津市推出多項措施，限制飼養身高超過45厘米的大型犬隻，限制不得攜帶犬隻乘坐公共交通工具。

### 西安市
西安市早於1995年制訂了《西安市限制養犬條例》，2018年再經過修訂後，被網民稱為「最嚴養狗條例」。西安市於2019年8月進行了一次犬類整治行動，針對遛狗不拴绳等行為，對違規3次的飼主列入黑名單中，5年內不得再飼養犬隻。

### 武漢市
2019年1月1日，武漢市實施《武漢市物業管理條例》，禁止在住宅區飼養大型犬隻，違規兩次的飼主會被列入嚴重失信名單。4月，有動物保護團體在上傳多條影片，批評公安將狗隻活活打死的行為。

### 文山市
2019年10月29日，文山市實施《文山市人民政府關於加強文山市區犬類管理的通告》，禁止7時至22時遛狗，被一些網民戲稱為「史上最嚴遛狗規定」。

### 池州市
2020年10月29日，池州市發佈《池州市養犬管理條例》，同時禁止在住宅區飼養大型犬和烈性犬，違者將罰款2,000元。該限狗令於2021年3月1日正式施行。

## 評價

### 支持
- 中國人民大學副教授范永茂認為隨著寵物犬的數量增加，有需要制訂相關法律處理問題。由地方政府制訂適當當地的法規，比全國性立法更能切合當地的情況。[1]
- 中國社會科學院法學研究所社會法研究室副主任于少祥認為法規可以釐清飼主的權利和責任。[15]

### 反對
- 中国首都爱护动物协会会长秦肖娜認為杭州市的規例為「倒退」、「缺乏人道」。[8]
- 亞洲動物基金貓狗福利項目總監馮冬梅認為只要飼主養成良好習慣，關於狗隻的衝突將會減少，希望杭州市能取消規定。[8]
- 2019年12月，歌手朴樹在批評北京市通州區僅給予3天時間處理大型犬隻，希望官方能推出更人道的政策，其後朴樹刪除有關微博。[4]